# Makino Nobuaki

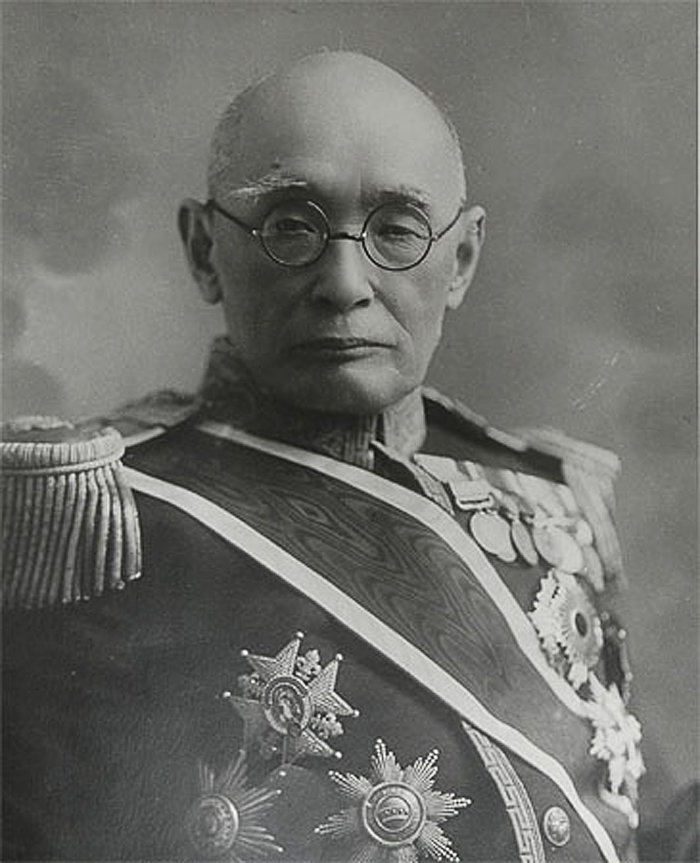
Makino Nobuaki

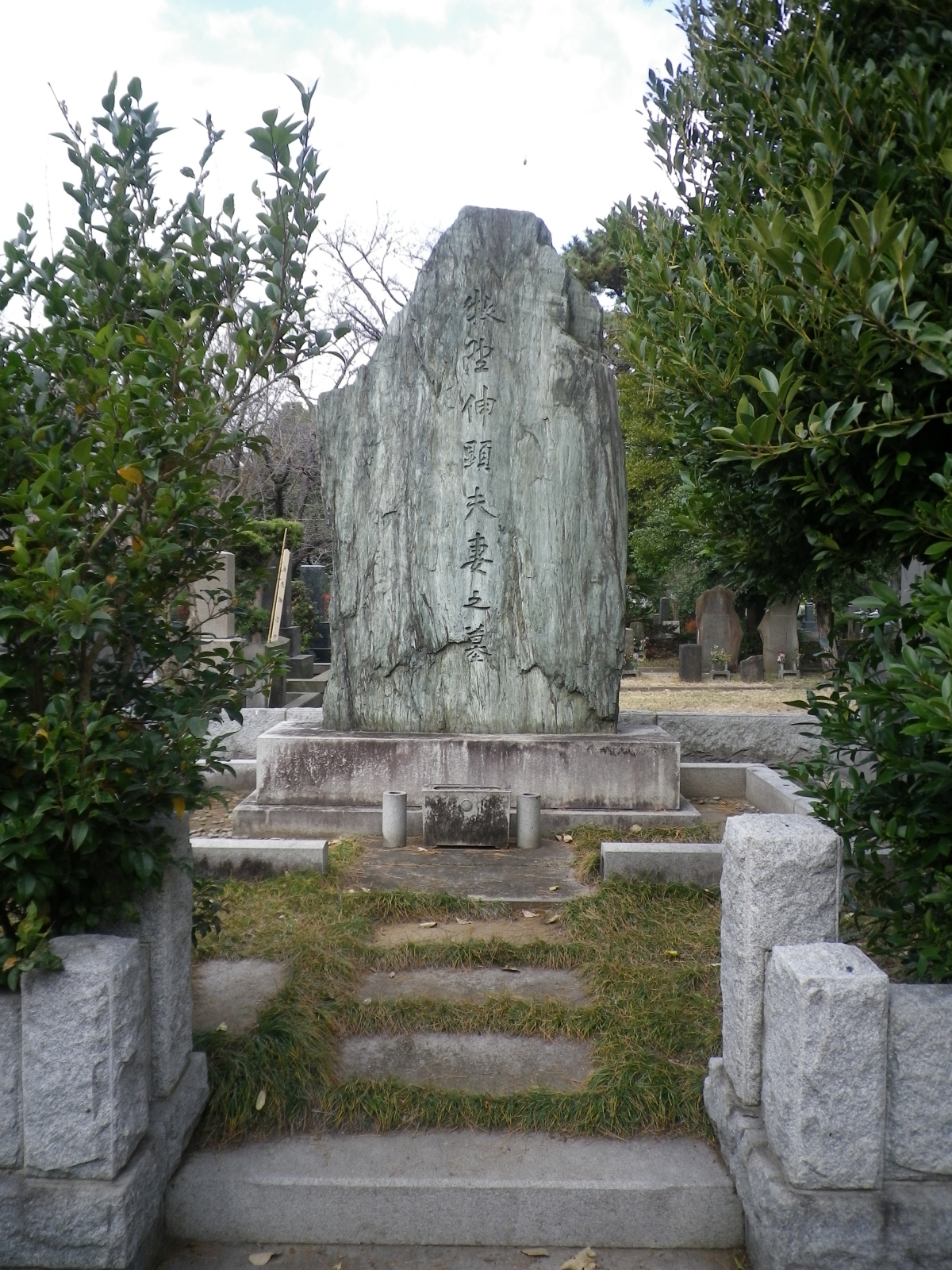
Makinos Grab

Hakushaku Makino Nobuaki (japanisch 牧野 伸顕; geboren 24. November 1861 in der Präfektur Kagoshima; gestorben 25. Januar 1949) war ein japanischer Diplomat und Politiker während  der Meiji-, Taishō- und frühen Shōwa-Zeit. – 1907 wurde er zum Baron (Danshaku), 1920 zum Vizegraf (Shishaku) und 1925 zum Graf (Hakushaku) ernannt.

## Leben und Werk
Makino Nobuaki wurde in Kagoshima als zweiter Sohn von Ōkubo Toshimichi geboren, wurde dann von dem Makino-Klan adoptiert, und zwar vom Hauptzweig, der bis zur Meiji-Restauration 1868 in Nagaoka residierte. 1871 gehörte er zu den rund 50 jungen Japanern, die im Rahmen der Iwakura-Mission zum Studium in Europa und in den USA mitgenommen worden waren. Makino kehrte 1878 nach Japan zurück und nahm 1880 seine Arbeit im Außenministerium auf. Er arbeitete in London und wurde dann Botschafter in Italien und Österreich.
Von 1906 bis 1908 wirkte Makino im 1. Saionji-Kabinett kurz als Kultusminister, dann von 1911 bis 1912 als Minister für Landwirtschaft und Handel im 2. Saionji-Kabinett und dann von 1913 bis 1914 als Außenminister im 1. Yamamoto-Kabinett. 1914 erhielt er einen Sitz im Oberhaus und wurde Mitglied des Sūmitsu-in. 
Makino saß ab 1917 in dem von Premierminister Terauchi Masatake eingerichteten „Beratungrat für auswärtige Beziehungen“ (臨時外交調査委員会, Rinji gaikō chōsa iinkai) und gehörte zu den japanischen Delegierten bei der Pariser Friedenskonferenz 1919. – Als Leiter des Kaiserliches Hofamts von 1921 bis 1925 und als Lordsiegelbewahrer von 1925 bis 1935 spielte er eine wichtige Rolle als „Älterer Staatsmann“. Er hielt engen Kontakt zu Saionji Kimmochi, den er bei Streitigkeiten zwischen den Parteien, bei militärischen Fragen und in der Verwaltung unterstützte. Auch zur Satsuma-Faktion im Reichstag hielt er Kontakt, war pro-englisch und pro-amerikanisch eingestellt.  
In den frühen 30er Jahren wurde Makino dafür kritisiert, dass er eine kooperative und nicht eine expansive Außenpolitik befürwortete. 1935 musste er sich daher aus der Politik zurückziehen. Bei dem Putschversuch vom 26. Februar 1936 stand er auf der Liste der zu tötenden Persönlichkeiten. Makino, der sich in Yugawara aufhielt, entging nur knapp dem Tode, als der Angriff auf sein Haus bemerkt wurde und er durch eine Hintertür in Sicherheit gebracht werden konnte. Er zog sich danach aus der Politik zurück. – Bestattet wurde er auf dem Friedhof Aoyama in Tokio.
Makino war ein guter Go-Spieler und der erste Präsident des 1924 gegründeten japanischen Go-Zentrum, des Nihon Kiin. Er war Schwiegervater des Premierministers Yoshida Shigeru.